# Combat de Noyant-la-Gravoyère
Chouannerie
Batailles
- Liffré
- 1re Argentré
- Expédition de Quiberon
- (Landévant et Mendon
- Plouharnel
- Quiberon)
- Segré
- 1er Rocher de La Piochais
- La Ceriseraie
- La Cornuaille
- 1re La Croix-Avranchin
- La Vieuville
- Boucéel
- 1re Saint-James
- 2e Rocher de La Piochais
- 2e La Croix-Avranchin
- Auverné
- Andigné
- Croix-Couverte
- Tinchebray
- L'Auberge-neuve
- Locminé
- Saint-Hilaire-des-Landes
- Val de Préaux
- Le Grand-Celland
- 2e Argentré
- Noyant-la-Gravoyère
- La Hennerie
- Saint-Aubin-du-Cormier
- Le Mans
- Nantes
- Saint-Brieuc
- Le Lorey
- Mont-Guéhenno
- La Tour d'Elven
- 2e Saint-James
- Les Tombettes
- Pont du Loc'h

Le combat de Noyant-la-Gravoyère se le 19 septembre 1799, lors de la Chouannerie. Il s'achève par la victoire des chouans qui repoussent l'attaque d'une colonne républicaine près de Noyant-la-Gravoyère.

## Prélude
La date du combat de Noyant varie selon les sources : Patu-Deschautschamps donne le 17 septembre 1799, le général républicain Louis Vimeux le 19 et le général royaliste Louis d'Andigné le 21. Ce jour-là, deux colonnes républicaines sorties d'Ancenis arrivent à proximité d'une troupe de chouans commandée par Louis d'Andigné et positionnée entre le bourg de Noyant-la-Gravoyère et la forêt d'Ombrée.
Selon le récit laissé par Louis d'Andigné dans ses mémoires, les chouans, constamment en mouvement pour éviter les surprises, sont alors en chemin pour Bouillé-Ménard, après avoir passé la nuit au Bourg-d'Iré, lorsque leurs éclaireurs signalent la présence des républicains. D'Andigné envoie alors la moitié de ses troupes en avant-garde pour les surveiller et reste dîner avec son état-major et l'autre moitié de ses forces dans une ferme située à un quart de lieue du bourg de Noyant-la-Gravoyère. 
Un espion républicain de Pouancé, chargé d'embaucher des chouans, est également découvert et fusillé. Sa fille est laissée libre et repart après avoir réclamé et reçu les vêtements de son père. En chemin, sur la route de Segré à Pouancé, elle croise les colonnes républicaines qui viennent de se réunir et leur indique la position des chouans.

## Forces en présence
La colonne républicaine est forte de 510 à 550 hommes, dont 350 gardes nationaux d'Angers et 160 volontaires des 5e et 19e demi-brigade d'infanterie légère, et de la 107e demi-brigade d'infanterie de ligne. Les volontaires revenaient de la campagne d'Italie, où ils avaient été capturés par les Russes, échangés avec la promesse de ne plus servir contre la coalition, puis envoyés contre les chouans.
Les chouans sont au nombre de 1 800 à 2 000 selon un rapport du général Vimeux, mais d'Andigné déclare qu'il ne commande que 400 hommes lors de ce combat et estime le nombre des républicains entre 700 et 800 hommes.

## Déroulement
Aux alentours de midi, les républicains attaquent l'avant-garde royaliste qui livre un vif combat et se retrouve pressée par le nombre. D'Andigné ne se trouve cependant qu'à un kilomètre de son avant-garde et est rapidement prévenu. Il se porte aussitôt sur les lieux du combat avec ses officiers et donne l'ordre aux hommes restés dans le bourg de venir le rejoindre. Les républicains, sans expérience des guerres de l'Ouest, sont surpris, désordonnés et enfoncés par les renforts chouans. Ils prennent la fuite et sont poursuivis jusqu'à Segré,. Ils évacuent ensuite cette ville au cours de la nuit et se replient sur Le Lion-d'Angers,, qui est à son tour évacuée par sa garnison quelques jours plus tard.

## Pertes
Les pertes des républicains sont de 75 morts et 21 blessés selon le rapport du général Vimeux. D'Andigné porte le nombre des tués à 150 et indique que les blessés restés sur le champ de bataille sont secourus, soignés, puis relâchés.